# Talking Heads
Talking Heads a fost o trupă de muzică rock înființată în 1974 în New York City , și care a activat până în anul 1991. Membrii trupei au fost David Byrne, Chris Frantz, Tina Weymouth și Jerry Harrison. În mod frecvent, în concertele și pe albumele trupei au apărut și alți muzicieni.
Stilul new wave adoptat de Talking Heads a combinat elemente de punk rock, avant-garde, pop, funk, world music și art rock. Frontman-ul și compozitorul David Byrne a contribuit la cântecele trupei cu versuri ezoterice și cu stilul său un pic straniu, și a evidențiat dorința lor de a face show prin diverse proiecții multimedia. Criticul Stephen Thomas Erlewine descrie Talking Heads ca fiind "una dintre cele mai aclamate trupe de către criticii anilor '80, numărându-se însă și printre trupele care au avut câteva hit-uri pop."
În 2002, trupa a fost introdusă în Rock and Roll Hall of Fame. Patru dintre albumele trupei apar pe lista ediției din 2003 a  revistei Rolling Stone la the 500 Greatest Albums of All Time, și Channel 4 100 Greatest Albums poll a listat un album al lor (Fear of Music) pe locul 76. Filmul concert Stop Making Sense este considerat unul dintre cele mai bune exemple ale genului.

### 1974-1977: Primii ani

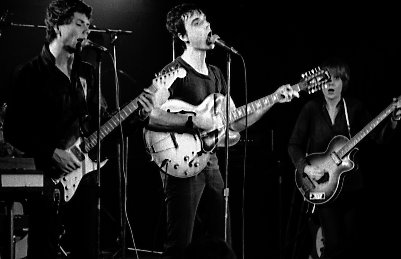
Band photo showing Tina Weymouth

## Membrii
- David Byrne (n. 1952) - voce, chitară
- Chris Frantz (n. 1951) - tobe, percuție
- Tina Weymouth (n. 1950) - chitară bas
- Jerry Harrison (n. 1949) - chitară, claviaturi

## Discografie

### Albume de studio
- Talking Heads: 77 (16 septembrie 1977)
- More Songs About Buildings and Food (14 iulie 1978)
- Fear of Music (3 august 1979)
- Remain in Light (8 octombrie 1980)
- Speaking in Tongues (31 mai 1983)
- Little Creatures (15 iulie 1985)
- True Stories (7 octombrie 1986)
- Naked (3 aprilie 1988)

### Albume live
- The Name of This Band is Talking Heads (24 martie 1982)
- Stop Making Sense (15 octombrie 1984)

### Compilații
- Once in a Lifetime - The Best of Talking Heads (12 octombrie 1992)
- Sand in the Vaseline: Popular Favorites (13 octombrie 1992)
- 12 x 12 Original Remixes (2 august 1999)
- The Best of Talking Heads (17 august 2004)
- Bonus Rarities and Outtakes (8 februarie 2006)
- The Collection (15 ianuarie 2007)
- Same As It Ever Was (mai 2009)

### Box seturi
- Once in a Lifetime (18 noiembrie 2003)
- Talking Heads (4 octombrie 2005)